# Wasil Lawonau
Wasil Siewascjanawicz Lawonau (biał. Васіль Севасцьянавіч Лявонаў, ros. Василий Севостьянович Леонов, Wasilij Siewostjanowicz Lenonow; ur. 16 kwietnia 1938 w Dubiejcu, zm. 4 stycznia 2015 w Mińsku) – radziecki i białoruski polityk i działacz państwowy, zajmujący liczne stanowiska państwowe i partyjne; w latach 1984-1989 deputowany do Rady Najwyższej ZSRR XI kadencji, w latach 1990–1995 deputowany do Rady Najwyższej Białoruskiej SRR/Rady Najwyższej Republiki Białorusi XII kadencji, w latach 1994–1997 minister rolnictwa i gospodarki żywnościowej Republiki Białorusi.

## Życiorys

### Okres radziecki
Urodził się 16 kwietnia 1938 roku we wsi Dubiejec, w rejonie kościukowickim obwodu mohylewskiego Białoruskiej SRR. Jego ojciec i starszy brat zginęli na froncie. 
W 1964 roku ukończył Białoruski Instytut Mechanizacji Gospodarstwa Wiejskiego, a następnie Mińską Wyższą Szkołę Partyjną. 
W latach 1956–1958 pracował jako cieśla w kołchozie „Kronsztadt” w rejonie kościukowickim. W latach 1958–1959 był górnikiem w kopalni „Krasnogwardiejskaja 12/13 BIS” w obwodzie donieckim Ukraińskiej SRR. W 1964 roku pełnił funkcję inspektora organizatora ds. mechanizacji w Krasnopolskim Zarządzie Produkcyjnym. W latach 1964–1967 pracował jako inżynier mechanik w sowchozie „Klimowicki”. W latach 1967–1972 był dyrektorem sowchozu „Miłosławicki”. W latach 1972–1975 pełnił funkcję I zastępcy kierownika Mohylewskiego Obwodowego Zarządu Rolnictwa. W 1975 roku pracował jako przewodniczący Horeckiego Rejonowego Komitetu Wykonawczego. W latach 1975–1979 był I sekretarzem Horeckiego Komitetu Rejonowego Komunistycznej Partii Białorusi (KPB). W latach 1979–1982 pełnił funkcję sekretarza Mohylewskiego Komitetu Obwodowego KPB. W latach 1982–1983 pracował jako I zastępca przewodniczącego Mohylewskiego Obwodowego Komitetu Wykonawczego. W latach 1983–1990 pełnił funkcję I sekretarza Mohylewskiego Komitetu Obwodowego KPB. W latach 1984–1989 był deputowanym ludowym do Rady Najwyższej ZSRR. W 1990 roku został deputowanym ludowym do Rady Najwyższej Białoruskiej SRR XII kadencji. Pełnił w niej funkcję przewodniczącego Komisji Mandatowej. W latach 1990–1991 był przewodniczącym Mohylewskiej Obwodowej Rady Deputowanych Ludowych. W 1991 roku przez trzy miesiące pracował w Moskwie jako główny specjalista Głównego Urzędu ds. Kontaktów Gospodarczych z Rozwiniętymi Krajami Kapitalistycznymi.

### W niepodległej Białorusi
Po rozpadzie ZSRR i powstaniu niepodległej Białorusi Wasil Lawonau pracował w latach 1991–1993 jako przedstawiciel handlowy tego kraju w Niemczech. Po powrocie zaczął określać się jako zwolennik gospodarki rynkowej. W latach 1993–1994 był dyrektorem generalnym Białoruskiego Związku Rolno-Przemysłowego „Biełintieragroprom”. W latach 1994–1997 pełnił funkcję ministra rolnictwa i gospodarki żywnościowej. W 1995 roku zakończyła się jego kadencja w Radzie Najwyższej. W czasie kryzysu konstytucyjnego w 1996 roku początkowo wyraził sprzeciw wobec polityki prezydenta Alaksandra Łukaszenki i zapowiedział dymisję ze stanowiska ministra wraz z premierem Michaiłem Czyhirem, ostatecznie jednak tego nie uczynił. Od 10 lutego 1997 roku do 28 maja 1998 roku wchodził w skład Komisji Walutowo-Kredytowej Rady Ministrów Republiki Białorusi.
W 1997 roku Wasil Lawonau został publicznie oskarżony przez prezydenta o przygotowanie zamachu terrorystycznego na przewodniczącego Komitetu Kontroli Państwowej w obwodzie mohylewskim Jauhienija Mikałuckiego oraz na samego prezydenta Łukaszenkę. 11 listopada 1997 roku został aresztowany w swoim gabinecie na podstawie oskarżenia o oszustwa finansowe i nadużywanie stanowiska służbowego. 11 czerwca 1999 roku w niezależnej prasie ukazał się list jego autorstwa, w którym stwierdzał, że bardzo żałuje swego protekcjonizmu i zasad rycerskich, którymi kierował się w stosunku do upartego dyrektora sowchozu Alaksandra Łukaszenki w czasie, gdy pełnił funkcję I sekretarza komitetu obwodowego KPB. Proces sądowy rozpoczął się dopiero w sierpniu 1999 roku. Zdaniem autorów książki „Kto jest kim w Białorusi” dowody przeciwko Wasilowi Lawonauowi były mało przekonujące, mimo to sąd uznał go winnym łapownictwa i mienia państwowego, skazując go na 4 lata więzienia i konfiskatę majątku.
Zmarł 4 stycznia 2015 w Mińsku.

## Życie prywatne
Wasil Lawonau był żonaty, ma trzy córki.